# Představitelé Kuang-si
Představitelé Kuang-si stojí v čele správy Čuangské autonomní oblasti Kuang-si. V čele správy Kuang-si stojí předseda (ču-si, 主席) řídící lidovou vládu Čuangské autonomní oblasti Kuang-si (Kuang-si čuang-ču c’-č’-čchü žen-min čeng-fu, 廣西壯族自治区人民政府). Nejvyšší politické postavení v oblasti má však tajemník kuangsijského oblastního výboru Komunistické strany Číny, vládnoucí politické strany oblasti i celého státu. K dalším předním představitelům Kuang-si patří předseda oblastního lidového shromáždění (zastupitelského sboru) a předseda oblastního výboru Čínského lidového politického poradního shromáždění (ČLPPS).
V politickém systému Čínské lidové republiky, analogicky k centrální úrovni, má příslušný regionální výbor komunistické strany v čele s tajemníkem ve svých rukách celkové vedení, lidová vláda v čele předsedou (u autonomní oblasti), guvernérem (u provincie) nebo starostou (u města) řídí administrativu regionu, lidové shromáždění plní funkce zastupitelského sboru a lidové politické poradní shromáždění má poradní a konzultativní funkci.

## Tajemníci kuangsijského oblastního výboru Komunistické strany Číny (od 1949)
Kuangsijské komunisty po roce 1949 vedl provinční (od roku 1958 oblastní) výbor strany v čele s prvním tajemníkem. Po zřízení oblastního revolučního výboru v srpnu 1968 jeho předseda stanul i v čele komunistů provincie. Od roku 1970 opět fungoval oblastní výbor strany v čele s prvním tajemníkem. Od června 1985 v čele oblastní výboru KS Číny stojí tajemník s několika zástupci tajemníka. 
Ve sloupci „Další funkce“ jsou uvedeny nejvýznamnější úřady zastávané současně s výkonem funkce tajemníka sinťiangského výboru strany, případně pozdější působení v politbyru a stálém výboru politbyra.
| Jméno (životní data)                   | Od            | Do            | Další funkce a poznámky |
| -------------------------------------- | ------------- | ------------- | --- |
| Čang Jün-i (张云逸) (1892–1974)        | srpen 1949    | srpen 1951    | poprvé, předseda lidové vlády Kuang-si (1949–1953), předseda kuangsijského provinčního výboru ČLPPS (1950–1955), zástupce tajemníka ústřední kontrolní komise KS Číny (1962–1966) |
| Tchao Ču (陶铸) (1908–1969)            | srpen 1951    | srpen 1952    | úřadující, později předseda lidové vlády/guvernér Kuang-tungu (1953–1957), první tajemník kuangtungského provinčního výboru KS Číny (1955–1965), první tajemník středojižního byra ÚV KS Číny (1960–1966), člen stálého výboru politbyra (1966–1967) |
| Čang Jün-i (张云逸) (1892–1974)        | srpen 1952    | srpen 1955    | podruhé |
| Wej Kuo-čching (韦国清) (1913–1989)    | srpen 1955    | červen 1956   | poprvé, předseda lidové vlády/revolučního výboru Kuang-si (1955–1956 a 1958–1975), předseda kuangsijského oblastního výboru ČLPPS (1962–1977), člen 10. až 12. politbyra ÚV KS Číny (1973–1985), první tajemník kuangtungského provinčního výboru KS Číny (1975–1978), a předseda kuangtungského revolučného výboru (1975–1979), místopředseda celostátního výboru ČLPPS (1965–1983), místopředseda stálého výboru VSLZ (1975–1993) |
| Čchen Man-jüan (陈漫远) (1911–1986)    | červen 1956   | červen 1957   | předseda lidové vlády Kuang-si (1956–1958), předseda kuangsijského provinčního výboru ČLPPS (1955–1957) |
| Liou Ťien-sün (刘建勋) (1913–1983)     | červen 1957   | červenec 1961 | předseda kuangsijského provinčního/oblastního výboru ČLPPS (1957–1962), později první tajemník chenanského provinčního výboru KS Číny (1961–1966 a 1971–1978), předseda chenanského revolučního výboru (1968–1978) |
| Wej Kuo-čching (韦国清) (1913–1989)    | červenec 1961 | 1966          | podruhé |
| Čchiao Siao-kuang (乔晓光) (1918–2003) | září 1966     | leden 1967    | poprvé |
| Wej Kuo-čching (韦国清) (1913–1989)    | leden 1967    | říjen 1975    | potřetí |
| An Pching-šeng (安平生) (1917–1999)    | říjen 1975    | únor 1977     | předseda revolučního výboru Kuang-si (1975–1977), první tajemník jünnanského provinčního výboru KS Číny (1977–1985), a předseda jünnanského revolučního výboru (1977–1979) |
| Čchiao Siao-kuang (乔晓光) (1918–2003) | únor 1977     | červen 1985   | podruhé, předseda revolučního výboru Kuang-si (1977–1979), předseda oblastního provinčního výboru ČLPPS (1979–1983) |
| Čchen Chuej-kuang (陈辉光) (* 1938)    | červen 1985   | říjen 1990    | |
| Čao Fu-lin (赵富林) (* 1932)           | říjen 1990    | červenec 1997 | předseda kuangsijského oblastního lidového shromáždění (1995–2002) |
| Cchao Po-čchun (曹伯纯) (* 1941)       | červenec 1997 | červen 2006   | předseda kuangsijského oblastního lidového shromáždění (2002–2007) |
| Liou Čchi-pao (刘奇葆) (* 1953)        | červen 2006   | prosinec 2007 | předseda kuangsijského oblastního lidového shromáždění (2007–2008), později tajemník s’čchuanského provinčního výboru KS Číny (2007–2012), člen politbyra ÚV KS Číny (2012–2017), místopředseda celostátního výboru ČLPPS (2018–2023) |
| Kuo Šeng-kchun (郭声琨) (* 1954)       | prosinec 2007 | prosinec 2012 | předseda kuangsijského oblastního lidového shromáždění (2008–2013), později ministr veřejné bezpečnosti (2012–2017), člen politbyra ÚV KS Číny (2017–2022) |
| Pcheng Čching-chua (彭清华) (* 1957)   | prosinec 2012 | březen 2018   | předseda kuangsijského oblastního lidového shromáždění (2013–2019), později tajemník s’čchuanského provinčního výboru KS Číny (2018–2022), místopředseda stálého výboru VSLZ (2023– ) |
| Lu Sin-še (鹿心社) (* 1956)            | březen 2018   | říjen 2021    | předtím guvernér Ťiang-si (2011–2016), tajemník ťiangsijského provinčního výboru KS Číny (2016–2018), předseda kuangsijského oblastního lidového shromáždění (2019–2022) |
| Liou Ning (刘宁) (* 1962)              | říjen 2021    | prosinec 2024 | předtím guvernér Čching-chaje (2018–2020), guvernér Liao-ningu (2020–2021), předseda kuangsijského oblastního lidového shromáždění (2022– ), později tajemník chenanského provinčního výboru KS Číny (2024– ) |
| Čchen Kang (陈刚) (* 1965)             | prosinec 2024 | v úřadu       | tajemník čchingchajského provinčního výboru KS Číny (2023–2024) předseda čchingchajského provinčního lidového shromáždění (2023–2025) |

## Předsedové lidové vlády Kuang-si (od 1949)
Civilní administrativu Kuang-si v letech 1950–1955 řídila lidová vláda provincie Kuang-si v čele s předsedou (jmenovaným už v prosinci 1949), poté lidový výbor v čele s guvernérem. V březnu 1958 byla provincie reorganizována v autonomní oblast řízenou lidovou vláda v čele s předsedou. Od srpna 1968 do prosince 1979 správu oblasti vedl revoluční výbor Čuangské autonomní oblasti Kuang-si v čele s předsedou. Od prosince 1979 stojí v čele administrativy oblasti opět lidová vláda Čuangské autonomní oblasti Kuang-si vedená předsedou.
| Jméno (životní data)                   | Od            | Do            | Další funkce a poznámky |
| -------------------------------------- | ------------- | ------------- | --- |
| Čang Jün-i (张云逸) (1892–1974)        | prosinec 1949 | srpen 1953    | první tajemník kuangsijského provinčního výboru KS Číny (1949–1951 a 1952–1955), předseda kuangsijského provinčního výboru ČLPPS (1950–1955), zástupce tajemníka ústřední kontolní komise KS Číny (1962–1966) |
| Čchen Man-jüan (陈漫远) (1911–1986)    | srpen 1953    | únor 1955     | úřadující, první tajemník kuangsijského provinčního výboru KS Číny (1956–1957), předseda kuangsijského provinčního výboru ČLPPS (1955–1957) |
| Wej Kuo-čching (韦国清) (1913–1989)    | únor 1955     | leden 1956    | poprvé, první tajemník kuangsijského provinčního/oblastního výboru KS Číny (1955–1956 a 1961–1966 a 1967–1975), předseda kuangsijského oblastního výboru ČLPPS (1962–1977), člen 10. až 12. politbyra ÚV KS Číny (1973–1985), první tajemník kuangtungského provinčního výboru KS Číny (1975–1978), a předseda kuangtungského revolučního výboru (1975–1979), místopředseda celostátního výboru ČLPPS (1965–1983), místopředseda stálého výboru VSLZ (1975–1993) |
| Čchen Man-jüan (陈漫远) (1911–1986)    | leden 1956    | únor 1958     | úřadující, první tajemník kuangsijského provinčního výboru KS Číny (1956–1957), předseda kuangsijského provinčního výboru ČLPPS (1955–1957) |
| Wej Kuo-čching (韦国清) (1913–1989)    | únor 1958     | říjen 1975    | podruhé |
| An Pching-šeng (安平生) (1917–1999)    | říjen 1975    | únor 1977     | první tajemník kuangsijského oblastního výboru KS Číny (1975–1977), první tajemník jünnanského provinčního výboru KS Číny (1977–1985), a předseda jünnanského revolučního výboru (1977–1979) |
| Čchiao Siao-kuang (乔晓光) (1918–2003) | únor 1977     | prosinec 1979 | první tajemník kuangsijského oblastního výboru KS Číny (1966–1967 a 1977–1985), předseda kuangsijského oblastního výboru ČLPPS (1979–1983) |
| Čchin Jing-ťi (覃应机) (1915–1992)     | prosinec 1979 | duben 1983    | čuangské národnosti, předtím a potom předseda kuangsijského oblastního výboru ČLPPS (1977–1979 a 1983–1988) |
| Wej Čchun-šu (韦纯束) (1922–2016)      | duben 1983    | leden 1990    | |
| Čcheng Kche-ťie (成克杰) (1933–2000)   | leden 1990    | leden 1998    | později místopředseda stálého výboru VSLZ (1998–2000), popraven za korupci |
| Li Čao-čuo (李兆焯) (* 1944)           | leden 1998    | duben 2003    | později místopředseda celostátního výboru ČLPPS (2003–2013) |
| Lu Ping (陆兵) (* 1944)                | duben 2003    | prosinec 2007 | čuangské národnosti |
| Ma Piao (马飚) (* 1954)                | prosinec 2007 | březen 2013   | čuangské národnosti, později místopředseda celostátního výboru ČLPPS (2013–2023) |
| Čchen Wu (陈武) (* 1954)               | březen 2013   | říjen 2020    | čuangské národnosti |
| Lan Tchien-li (蓝天立) (* 1962)        | říjen 2020    | červenec 2025 | čuangské národnosti, předtím předseda kuangsijského oblastního výboru ČLPPS (2018–2021) |
| Wej Tchao (韦韬) (* 1970)              | červenec 2025 | v úřadu       | čuangské národnosti |

## Předsedové kuangsijského oblastního lidového shromáždění (od 1979)
| Jméno (životní data)                 | Od            | Do            | Další funkce a poznámky |
| ------------------------------------ | ------------- | ------------- | --- |
| Chuang Žung (黄荣) (1911–2012)       | prosinec 1979 | červenec 1985 | |
| Kan Kchu (甘苦) (1924–1993)          | červenec 1985 | leden 1993    | později místopředseda stálého výboru VSLZ (1993) |
| Liou Ming-cu (刘明祖) (1936–2022)    | leden 1993    | leden 1995    | později tajemník vnitromongolského oblastního výboru KS Číny (1994–2001) |
| Čao Fu-lin (赵富林) (* 1932)         | leden 1995    | leden 2002    | tajemník kuangsijského oblastního výboru KS Číny (1990–1997) |
| Cchao Po-čchun (曹伯纯) (* 1941)     | leden 2002    | červenec 2006 | tajemník kuangsijského oblastního výboru KS Číny (1997–2006) |
| Liou Čchi-pao (刘奇葆) (* 1953)      | leden 2007    | listopad 2007 | tajemník kuangsijského oblastního výboru KS Číny (2006–2007), později tajemník s’čchuanského provinčního výboru KS Číny (2007–2012), člen politbyra ÚV KS Číny (2012–2017), místopředseda celostátního výboru ČLPPS (2018–2023) |
| Kuo Šeng-kchun (郭声琨) (* 1954)     | leden 2008    | leden 2013    | tajemník kuangsijského oblastního výboru KS Číny (2007–2012), později ministr veřejné bezpečnosti (2012–2017), člen politbyra ÚV KS Číny (2017–2022)                                                                            |
| Pcheng Čching-chua (彭清华) (* 1957) | leden 2013    | leden 2019    | tajemník kuangsijského oblastního výboru KS Číny (2012–2018)}, později tajemník s’čchuanského provinčního výboru KS Číny (2018–2022), místopředseda stálého výboru VSLZ (2023– )                                                |
| Lu Sin-še (鹿心社) (* 1956)          | leden 2019    | leden 2022    | předtím guvernér Ťiang-si (2011–2016), tajemník ťiangsijského provinčního výboru KS Číny (2016–2018), tajemník kuangsijského oblastního výboru KS Číny (2018–2021)                                                              |
| Liou Ning (刘宁) (* 1962)            | leden 2022    | leden 2025    | předtím guvernér Čching-chaje (2018–2020), guvernér Liao-ningu (2020–2021), tajemník kuangsijského oblastního výboru KS Číny (2021–2024), později tajemník chenanského provinčního výboru KS Číny (2024– )                      |
| Čchen Kang (陈刚) (* 1965)           | leden 2025    | v úřadu       | předtím tajemník čchingchajského provinčního výboru KS Číny (2023–2024) předseda čchingchajského provinčního lidového shromáždění (2023–2025) tajemník kuangsijského oblastního výboru KS Číny (2024– )                         |

## Předsedové kuangsijského oblastního výboru Čínského lidového politického poradního shromáždění (ČLPPS, od 1950)
| Jméno (životní data)                   | Od            | Do            | Další funkce a poznámky |
| -------------------------------------- | ------------- | ------------- | --- |
| Čang Jün-i (张云逸) (1892–1974)        | listopad 1950 | únor 1955     | první tajemník kuangsijského provinčního výboru KS Číny (1949–1951 a 1952–1955), předseda lidové vlády Kuang-si (1949–1953), zástupce tajemníka ústřední kontolní komise KS Číny (1962–1966) |
| Čchen Man-jüan (陈漫远) (1911–1986)    | únor 1955     | září 1957     | první tajemník kuangsijského provinčního výboru KS Číny (1956–1957), předseda lidové vlády Kuang-si (1956–1958), předseda kuangsijského provinčního výboru ČLPPS (1955–1957) |
| Liou Ťien-sün (刘建勋) (1913–1983)     | září 1957     | prosinec 1962 | první tajemník kuangsijského provinčního/oblastního výboru KS Číny (1957–1961), později první tajemník chenanského provinčního výboru KS Číny (1961–1966 a 1971–1978), předseda chenanského revolučního výboru (1968–1978) |
| Wej Kuo-čching (韦国清) (1913–1989)    | prosinec 1962 | prosinec 1977 | první tajemník kuangsijského provinčního/oblastního výboru KS Číny (1955–1956 a 1961–1966 a 1967–1975), předseda lidové vlády/revolučního výboru Kuang-si (1955–1956 a 1958–1975), člen 10. až 12. politbyra ÚV KS Číny (1973–1985), první tajemník kuangtungského provinčního výboru KS Číny (1975–1978), a předseda kuangtungského revolučného výboru (1975–1979), místopředseda celostátního výboru ČLPPS (1965–1983), místopředseda stálého výboru VSLZ (1975–1993) |
| Čchin Jing-ťi (覃应机) (1915–1992)     | prosinec 1977 | prosinec 1979 | poprvé, čuangské národnosti, později předseda vlády Kuang-si (1979–1983) |
| Čchiao Siao-kuang (乔晓光) (1918–2003) | prosinec 1979 | květen 1983   | první tajemník kuangsijského oblastního výboru KS Číny (1966–1967 a 1977–1985), předseda revolučního výboru Kuang-si (1977–1979) |
| Čchin Jing-ťi (覃应机) (1915–1992)     | květen 1983   | leden 1988    | podruhé |
| Čchen Chuej-kuang (陈辉光) (* 1938)    | leden 1988    | leden 2003    | |
| Ma Čching-šeng (马庆生) (* 1944)       | leden 2003    | srpen 2005    | |
| Ma Tchie-šeng (马铁山) (* 1946)        | srpen 2005    | leden 2013    | |
| Čchen Ťi-wa (陈际瓦) (* 1954)          | leden 2012    | leden 2018    | žena |
| Lan Tchien-li (蓝天立) (* 1962)        | leden 2018    | leden 2021    | čuangské národnosti, později předseda vlády Kuang-si (2020– ) |
| Sun Ta-wej (孙大伟) (* 1963)           | leden 2021    | úřadující     | |